# Орачев-Малий (Лодзинське воєводство)
Орачев-Малий (пол. Oraczew Mały) — село в Польщі, у гміні Врублев Серадзького повіту Лодзинського воєводства.
У 1975-1998 роках село належало до Серадзького воєводства.